# Canal de televisión

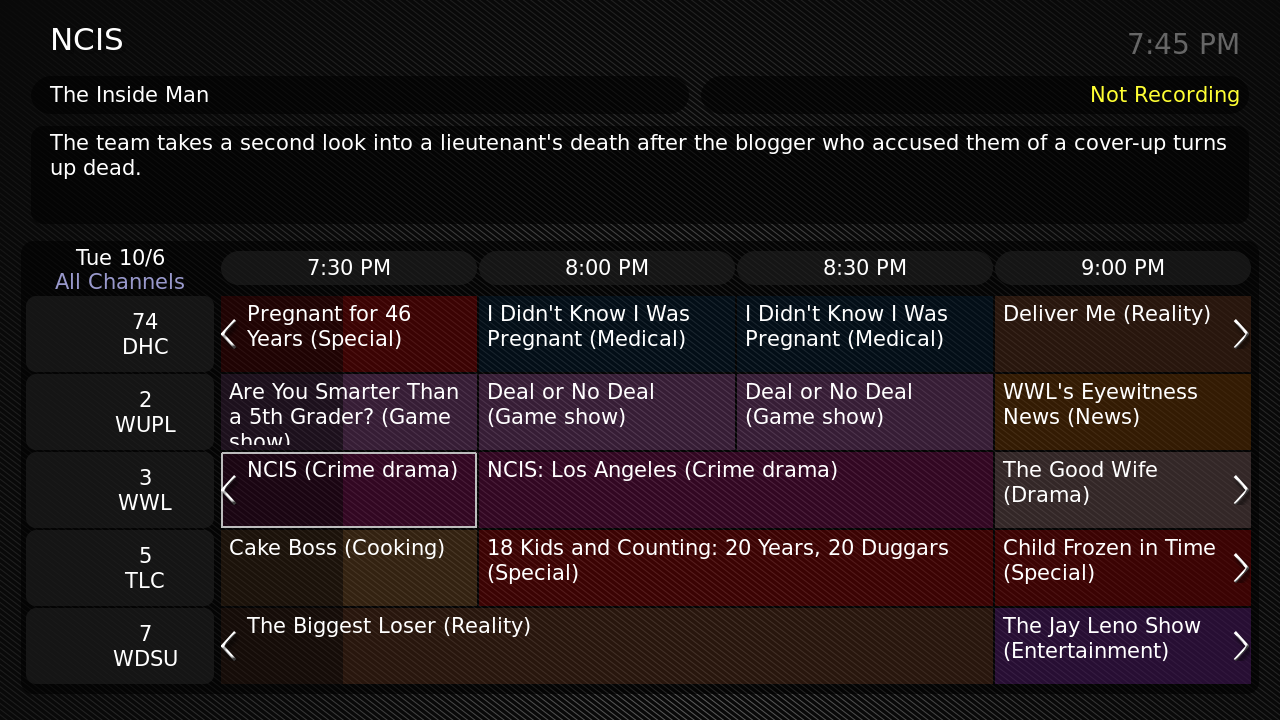
Una guía electrónica de programas que muestra listados de televisión en Nueva Orleans para canales de transmisión y de cable.

Un canal de televisión es una entidad que produce y distribuye contenido audiovisual con técnicas y formatos televisivos, independientemente de la forma en que se distribuye.Tradicionalmente, se entiende como una estación emisora que transmite señales de audio y vídeo a receptores de televisión dentro de un área geográfica específica o a través de plataformas de streaming. La transmisión tradicional se realiza mediante ondas de radio codificadas, conocidas como «televisión terrestre» (analógica o digital), o a través de medios como el cable, el satélite, Internet (mediante protocolos como HLS, MPEG-DASH, entre otros) o redes IPTV. Cada canal opera, en el caso de la radiodifusión tradicional, en una frecuencia asignada dentro del espectro radioeléctrico, cuya utilización requiere una licencia otorgada por una entidad reguladora gubernamental. En el caso del streaming, la distribución se realiza a través de redes de datos, sin necesidad de una concesión de espectro radioeléctrico, pero sí sujeta a otras regulaciones relacionadas con los contenidos y la distribución en Internet. Sin embargo, con la convergencia de medios y la digitalización, esta definición se ha expandido. En la actualidad, un canal de televisión se define más por la producción de contenido audiovisual con técnicas y formatos televisivos, independientemente de la forma en que se distribuye, abarcando la creación de contenido para diversas plataformas digitales, adaptándose a los hábitos de consumo de una audiencia cada vez más conectada.
En el contexto de las telecomunicaciones, el término "canal" adquiere diversas acepciones:
- Conexión entre los puntos inicial y final de un circuito.
- Vía de transmisión a través de un medio físico, como un par de hilos en un cable, o mediante técnicas de multiplexación como la MDF o la MDT.
- Camino para la transmisión de señales eléctricas o electromagnéticas, diferenciado de otros caminos paralelos por métodos de separación física o eléctrica.
- Referencia a una radiofrecuencia específica mediante una letra, número o código predeterminado.
- Porción de un medio de almacenamiento accesible para lectura o escritura.
- En sistemas de comunicación, la parte que conecta una fuente (emisor) con un destino (receptor) de datos.

Un canal se define por sus características físicas: tipo de señal que transmite (analógica o digital, SD, HD, UHD), velocidad de transmisión (bit rate), ancho de banda, nivel de ruido, y el método de conexión de emisores y receptores. En el caso del streaming, se añaden consideraciones como el buffering, la latencia y la calidad de adaptación al ancho de banda del usuario (ABS o transmisión de tasa de bits adaptable).

## Tipos de canales de televisión

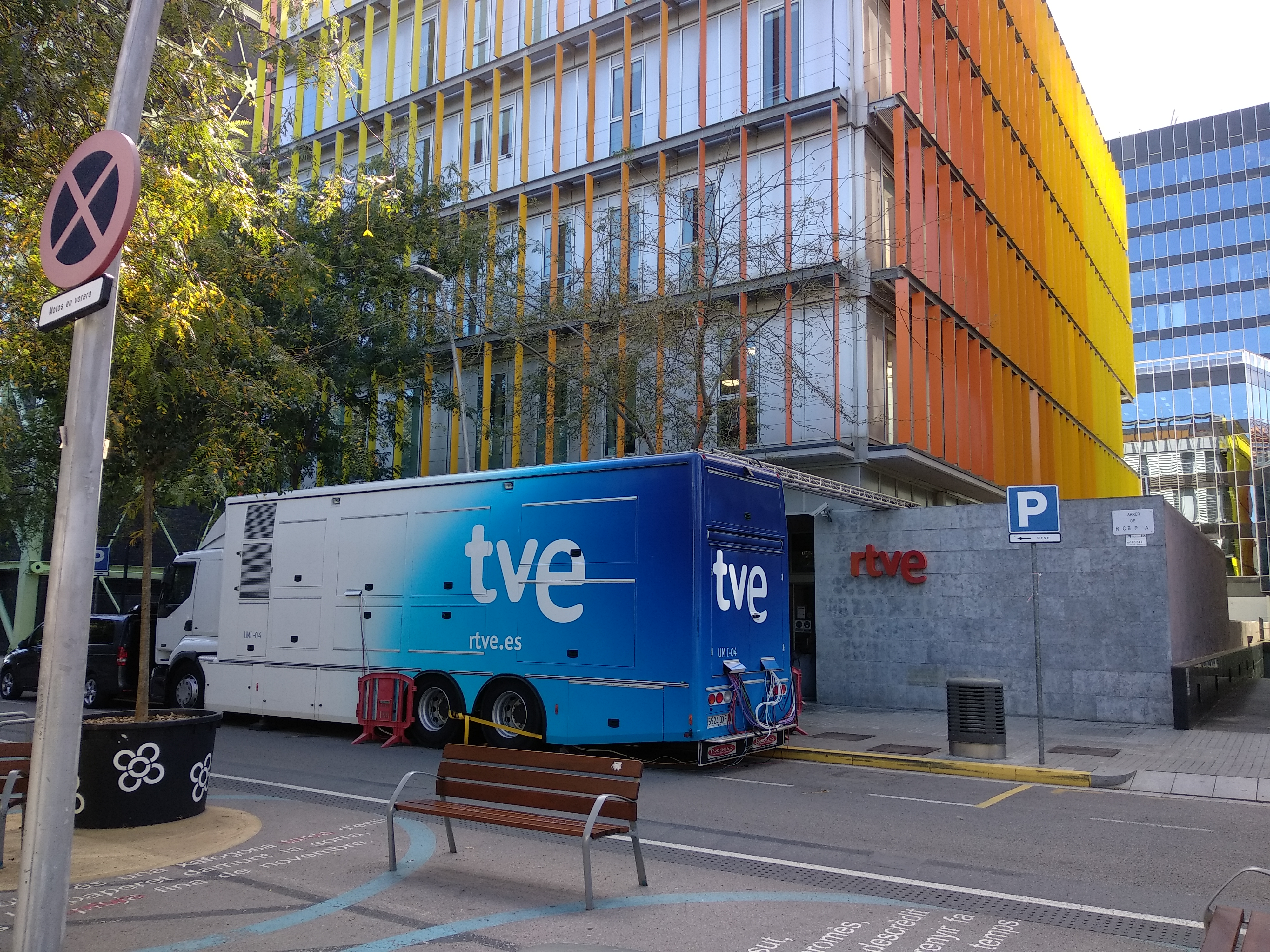
Unidad móvil de retransmisión de TVE frente al edificio de RNE en Barcelona.

Los canales de televisión se pueden clasificar según su ámbito de cobertura geográfica:
- Canales de televisión locales: Cubren un área geográfica reducida, como una ciudad o una región metropolitana. Su programación se centra en temas de interés local, como noticias, eventos comunitarios y programas de producción local.[19][20][21][22]
- Canales de televisión autonómicos: Operan dentro de una comunidad autónoma o región administrativa. Su programación incluye noticias regionales, programas culturales y deportivos, y contenido en las lenguas cooficiales de la región, si las hay.[23][24][25]
- Canales de televisión nacionales: Tienen cobertura en todo el territorio de un país. Su programación abarca una amplia gama de géneros, incluyendo noticias nacionales e internacionales, programas de entretenimiento, series, películas y eventos deportivos.[26][27]
- Canales de televisión internacionales o globales: Dirigidos a una audiencia global, con contenido que trasciende las fronteras nacionales. Pueden distribuirse a través de satélite, cable o plataformas de streaming.[28]

## Historia y evolución de los canales de televisión
Los canales de televisión, tal como los conocemos hoy, son el resultado de décadas de investigación y desarrollo tecnológico. Su historia se puede dividir en varias etapas clave:

### Los inicios y la televisión mecánica (décadas de 1920 y 1930)
Los primeros experimentos con la transmisión de imágenes a distancia se remontan a finales del siglo XIX, con el desarrollo del telectroscopio por Paul Nipkow en 1884. Este dispositivo, que utilizaba un disco giratorio con orificios para escanear una imagen, sentó las bases para la televisión mecánica. En la década de 1920, John Logie Baird en el Reino Unido y Charles Francis Jenkins en Estados Unidos realizaron demostraciones públicas de sistemas de televisión mecánica. Sin embargo, la calidad de imagen de estos sistemas era limitada.

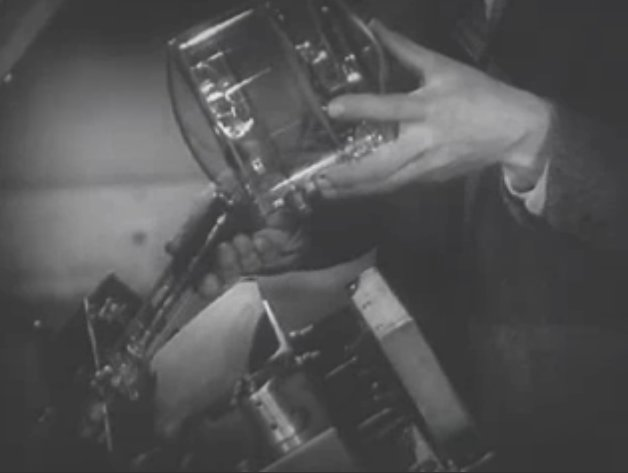
Iconoscopio presente en un frame de la película "Magic in the Air".

### La televisión electrónica (décadas de 1930 y 1940)
Un avance crucial se produjo con el desarrollo del iconoscopio por Vladimir Zworkyin en 1923 y el tubo de rayos catódicos (CRT) por Karl Ferdinand Braun. Estos inventos permitieron la creación de sistemas de televisión electrónica, que ofrecían una mayor resolución y una imagen más estable. En 1936, la BBC inició las primeras transmisiones regulares de televisión electrónica de alta definición desde el Alexandra Palace de Londres. En Estados Unidos, la RCA también realizó demostraciones públicas de televisión electrónica en la Feria Mundial de Nueva York de 1939.

### La expansión de la televisión (décadas de 1950 y 1960)

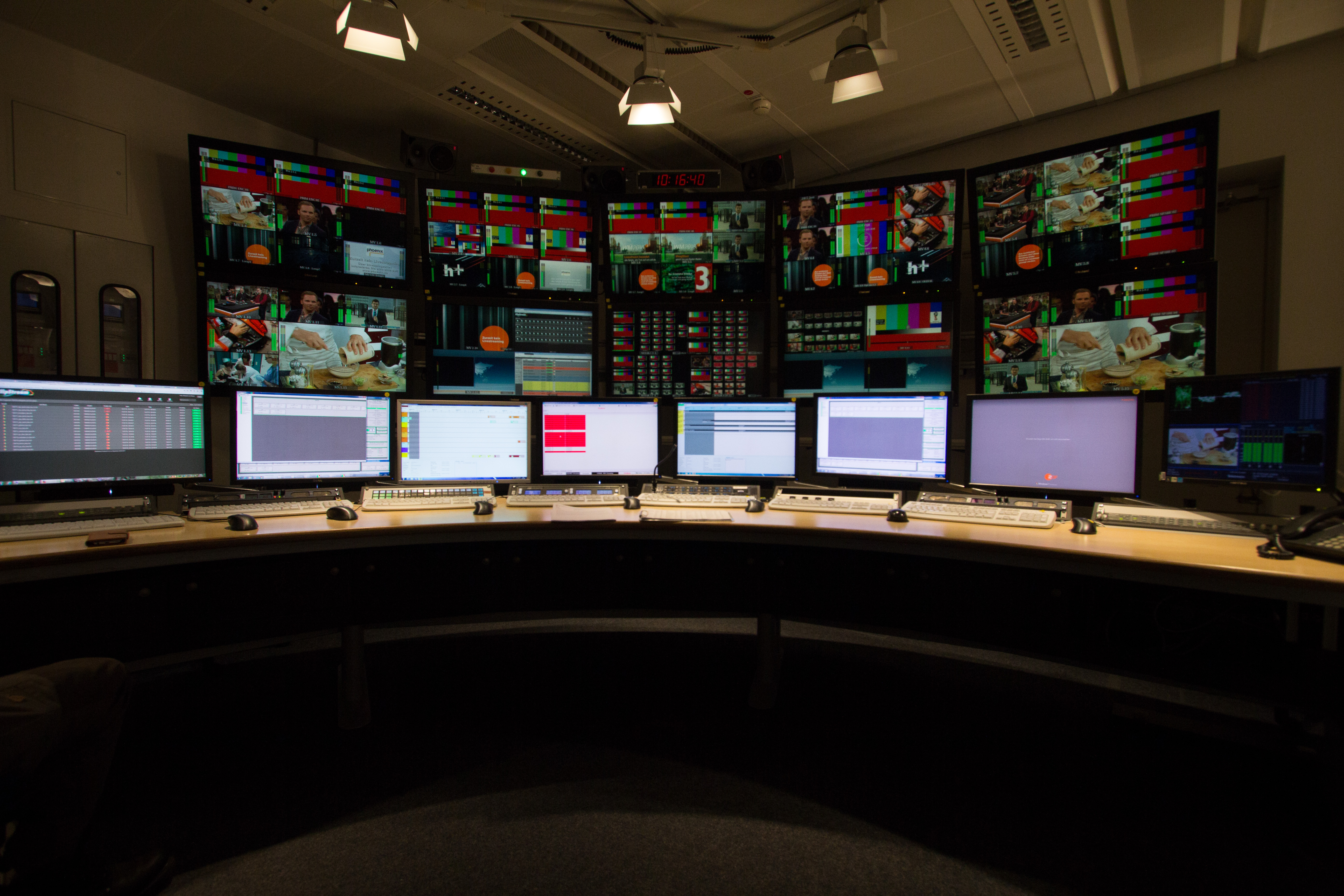
Control de realización de Playoutcenter en Mainz.

Tras la Segunda Guerra Mundial, la televisión experimentó un rápido crecimiento en todo el mundo. La mejora de la tecnología, la expansión de las redes de transmisión y la producción de contenidos cada vez más atractivos contribuyeron a su popularización. En la década de 1950, la televisión se convirtió en un medio de comunicación de masas en Estados Unidos y Europa Occidental. Se popularizaron géneros como los programas de variedades, las series de drama y las noticias.

### La llegada del color (décadas de 1950 y 1960)
Si bien los primeros experimentos con la televisión en color se remontan a la década de 1920, no fue hasta la década de 1950 que se desarrollaron sistemas prácticos y compatibles con la televisión en blanco y negro. En Estados Unidos, la NBC comenzó a transmitir programas en color de forma regular en 1954. Sin embargo, la adopción masiva de la televisión en color tardó algunos años más. En Europa, la introducción del color se produjo principalmente en la década de 1960.

### La televisión por cable y satélite (décadas de 1970 y 1980)
La década de 1970 y 1980 vieron el auge de la televisión por cable y satélite, que ampliaron la oferta de canales y permitieron la recepción de señales en áreas remotas. La televisión por cable también impulsó el desarrollo de canales temáticos, dedicados a géneros específicos como deportes, noticias o películas.

### La transformación de la televisión en la era digital (sigloXXI)
A finales del siglo XX y principios del XXI, la televisión experimentó una profunda transformación con la introducción de la tecnología digital. La televisión digital terrestre (TDT) ofreció una notable mejora en la calidad de imagen y sonido, además de la capacidad de transmitir múltiples canales en el mismo ancho de banda. Este avance tecnológico no solo optimizó la transmisión tradicional, sino que también allanó el camino para nuevas formas de distribución y consumo de contenidos audiovisuales.
Paralelamente, el auge de Internet y las redes de banda ancha propiciaron la aparición de plataformas de streaming, que democratizaron el acceso a contenidos audiovisuales a través de Internet, ya sea bajo demanda o en directo. Sin embargo, el cambio más significativo radica en la redefinición del concepto mismo de "canal de televisión". Tradicionalmente, un canal se entendía como una entidad que transmitía programación a través de ondas hertzianas o cable. No obstante, con la convergencia de medios y la digitalización, los canales de televisión han extendido su presencia a plataformas digitales, publicando contenido televisivo en webs de video como YouTube, plataformas de video on demand (VOD) propias o de terceros, y redes sociales.
Esta expansión digital ha difuminado las fronteras entre la televisión tradicional y el contenido en línea. En la actualidad, un canal de televisión se define más por la producción de contenido audiovisual con técnicas y formatos televisivos, independientemente de la forma en que se distribuye. Ya no se limita a la transmisión lineal, sino que abarca la creación de contenido para diversas plataformas digitales, adaptándose a los hábitos de consumo de una audiencia cada vez más conectada. Esta transformación implica un cambio fundamental en la forma en que se produce, se distribuye y se consume la televisión, pasando de un modelo de difusión a un modelo de distribución segmentada y transmisión web.

### El concepto de televisión expandida
El concepto de televisión expandida describe cómo la televisión ha trascendido el televisor tradicional, abarcando diversas plataformas y dispositivos. Este concepto se discute en el ámbito de los estudios de medios y la comunicación, abordando la convergencia entre la televisión e Internet.